# Polylepion russelli
Polylepion russelli är en fiskart som först beskrevs av Martin F. Gomon och Randall, 1975.  Polylepion russelli ingår i släktet Polylepion och familjen läppfiskar. IUCN kategoriserar arten globalt som livskraftig. Inga underarter finns listade i Catalogue of Life.